# 幼女戦記
『幼女戦記』（ようじょせんき、英語: The Saga of Tanya the Evil）は、カルロ・ゼンによるライトノベル。書籍版をベースに書籍付属のサウンドドラマ、漫画、アニメ、映画とメディアミックス展開が行われている。
原作は2011年から日本の小説投稿サイト「Arcadia」にてオンライン小説として連載された。2013年10月からWeb版を改稿する形でエンターブレイン  (KADOKAWA) より刊行されている。イラストは篠月しのぶ。また、コミカライズ版は東條チカによって『月刊コンプエース』 (KADOKAWA) に2016年6月号から連載されている。この他に、京一によるスピンオフ漫画も同誌にて連載される。

## 概要
シリーズ累計発行部数はテレビアニメ化直前の2016年12月時点で100万部、テレビアニメ放映後の2017年2月時点で160万部、劇場版上映直前の2019年1月時点で400万部、2021年12月時点で950万部を突破している。『このライトノベルがすごい！』2018年版で単行本・ノベルス部門第3位。
「第一次世界大戦」と「第二次世界大戦」が混ざったような状況のヨーロッパ（欧州）に似た、初めて世界大戦を経験する世界を舞台とし、その世界に女の子として生まれ変わった元日本人のサラリーマンが軍へ入隊、自分が所属する「帝国」の兵士として敵対国家群と戦っていく。
本作中では主要国に設定されている国名はあまり呼ばれず、主に「協商連合」「共和国」「連邦」などと呼称される。また「魔力」のある人間が貴重な戦力となることから、その資質があれば女性でも徴兵・前線に投入される世界になっており、そのために主人公が幼女であっても戦場に赴くという設定になっている。

## あらすじ
21世紀初頭の日本。徹底的な合理主義者でエリートサラリーマンであった主人公は、同僚の逆恨みで命を落とす。死後の世界、創造主を名乗る存在Xは主人公のリアリストな言動と無信仰を咎め、戦乱の世界で苦労して反省し信仰を取り戻させるとし、孤児の少女であるターニャ・デグレチャフとして別世界に転生させる。
転生した世界は魔法技術が存在するものの、大まかに20世紀初頭の欧州に似た世界で、自身が生まれ育った「帝国」は技術大国だが経済が低迷しているうえに周囲諸国と外交的・軍事的問題を抱え、数年後には大戦に至る様相を呈していた。前世の記憶を維持したまま転生を果たしたターニャは、天性の魔導の才能から幼くして徴募されることとなり、それならばと士官学校へ進むことを選択する。前世の記憶を活かして軍人としてのキャリアを積み、安全な後方勤務で順風満帆な人生を送ろうと目論むターニャであったが、思惑は外れ、大戦の最前線に送り込まれ続けることとなる。

### 第二〇三魔導大隊結成
統一暦1923年。帝国を甘くてみていた北方に位置する小国・レガドニア協商連合は互いの係争地域であるノルデン地方へ突如越境侵攻を行い紛争が起こる。これを受けて帝国は、西方の歴史的大国・フランソワ共和国への抑えとしていた西方方面軍を北方に振り向けるが、これが共和国による帝国領への侵攻を誘発させてしまい、二正面作戦を強いられる危機に陥る。
将来のキャリアのために模範的帝国軍人として振る舞うターニャであったが、一連の出来事の中で期せずして戦場で活躍し、士官候補生の身で銀翼突撃章と二つ名「白銀」を賜り、前線向きと見られ始める。さらに士官として初の任地となった西方ライン戦線でも、その異様な戦闘能力で「ラインの悪魔」と怖れられるようになる。そして、その目覚ましい活躍と士官学校時代の成績から陸軍大学へ入ることが決まり、ターニャは順調に高級士官候補として後方勤務への道が開けたことを喜ぶ。
ところが、大学図書館で偶然出会った参謀本部のゼートゥーア准将に前世の知識から、将来的な世界大戦と総力戦の展望を話してしまい、さらにその時局に有効な手段として魔導大隊設立を意図せず提案してしまう。ターニャに関心を持ったゼートゥーアは、彼女の提案通り、魔導大隊の設立を決め、その編成も含めた指揮官として、大学を卒業したばかりのターニャに任せるという異例の人事を行なう。後方勤務に行きたいターニャは、編成期間を利用して遅延や計画の白紙化を目論むが、全て裏目に出る。候補者の脱落を目論んだ過酷な訓練は、かえって彼らを精鋭と化してしまい「第601編成部隊」、後の「第203魔導大隊」が結成される（第1巻）。 

### 協商連合・共和国との戦い
ゼートゥーアら参謀本部の手腕によって協商連合・共和国を相手に膠着状態が続く中、これらに呼応して南方のダキアが帝国に侵攻したり、名目上は中立の連合王国が暗躍を始めたりしていた。参謀本部直轄である第203魔導大隊は、機動部隊として、その設立目的通りの活躍を北方で収め、時に意図せず連合王国にも大きな損害を与えていた。しかし、兵站を軽視して協商連合を早期に降伏させたい北方司令部と、内線戦略を重視するターニャ及び参謀本部との溝は深く、修正計画で再度協商連合に大打撃を与えるものの、ターニャは西方戦線へ転属となり、再びライン戦線へと舞い戻る。
時にパルチザンによって兵站を脅かされつつも、速やかな第203魔導大隊の活躍によって確実に共和国へ損害を与える日々を送っていたターニャたちであったが、戦線は膠着していた。ゼートゥーアら参謀本部は「衝撃と畏怖」作戦を起草し、その作戦のためにさらにターニャらは酷使される。無茶苦茶な殿軍任務を完遂した直後、今度はロケット（V1）に括られて敵地司令部を叩くという異常な作戦に不満に思うターニャだったが、やがてこれが敵軍の包囲殲滅を狙った回転ドア戦術であることに気づく。ターニャの活躍によって共和国司令部は壊滅し、歴史的な包囲殲滅戦が展開され、ゼートゥーアの思惑通り、一瞬にして共和国は壊滅、帝国は勝利を収める。しかし、前世の知識からド・ルーゴ将軍を逃せば、後の禍根になると確信しているターニャは残存部隊の殲滅を主張するが、勝利に酔う帝国軍はゼートゥーアさえも彼女の危惧に気付かず却下する。
ターニャの危惧した通り、ド・ルーゴは南方植民地で決起し、戦争終結が遠のく。連合王国の出方に注意しつつ、帝国は南方にロメール将軍を送り込み、その補佐として第203魔導大隊も派兵する。ひとまずド・ルーゴの計画を打ち破り、本国へ帰還するターニャであったが、今後の世界情勢を考えると不安を高めるのだった（第2-3巻）。

### 東部戦線とサラマンダー戦闘団結成
統一暦1926年3月。目下、連合王国の参戦を苦慮していた帝国は突如、連邦の侵攻を受ける。この侵攻に対し、ターニャは連邦首都直撃を提案し、本国政府や参謀本部の思惑を超えて、壊滅的被害を与える。ターニャに対する聴聞会など紆余曲折を経て、これを機に後方勤務を狙ったターニャであったが、戦闘団結成の論文がまたもやゼートゥーアら参謀本部を勘違いさせ、その実地確認としてサラマンダー戦闘団の設立及び指揮官に任命されてしまう。第203魔導大隊を基幹とするものの新たに指揮下に入る部隊は、どれもほぼ頼りないという絶望的な状況の中で、ターニャは人海戦術を用いる連邦軍相手の最前線へと送り込まれる（第4巻）。
当初は数が多くとも、革命による内部粛清で軍組織が崩壊しつつあった連邦軍を相手に快勝を続けるものの、やがて広大で寒冷な連邦領が足かせとなっていく。一方の連邦は、迫害していた高級軍人や魔導師らを軍に復帰させ、さらには連合王国や合衆国の支援を受け巻き返しを図る。状況の悪化を受けて国や軍の方針に苦言を呈するゼートゥーアは、そのまま首脳部に疎まれ、東部戦線に左遷されてしまう。査閲官として名目的には権限のないゼートゥーアだったが、その手腕を発揮して事実上の東部戦線司令として振る舞い、ターニャの助言も取り入れ自治評議会を認めるなどの占領地域政策によって戦略的な安定状態を作り出す。しかし、長引く疲弊状態に、帝国内部から「解決策」を求める声が強まっていく（第5-6巻）。
帝国参謀本部は鉄槌作戦を起草し、連邦に大打撃を与えたうえで友好国イルドアの仲介での和平交渉に活路を見出す。ターニャ率いる戦闘団の活躍で見事に作戦は成功するも、あまりの大勝に気を大きくした帝国の政治の最高意思決定機関である最高統帥会議は、過大な講和条件を要求しはじめ参謀本部が望んだ和平工作は破綻してしまう。そして更なる大勝を狙った帝国のアンドロメダ作戦は迎撃態勢を整えた連邦軍を前に失敗し、物資も人員も不足する中でターニャら帝国軍は前線を支える（第7-8巻）。

### 帝国の疲弊と求められる「勝利」
統一暦1927年6月。再編・休暇のために久しぶりに帝都へ戻ってきたターニャは、疲弊した前線と戦意が高揚した後方の乖離に衝撃を受ける。首都すらも物資が滞る中、正しい現状認識ができない帝国最高統帥会議はただ「勝利」を望み、軍部の終戦工作は破綻してルーデルドルフら参謀本部を悩ます。軍部が政権を握る「予備計画」も検討しつつ、ルーデルドルフはロメールら南方派遣軍を本国へと引き戻す計画を立てる。ターニャは友好的な中立国イルドアで久しぶりの美食を堪能しつつ、連合王国海軍相手に南方軍撤兵の支援作戦に従事する。そしてターニャは想定していた以上に帝国の問題は深刻だと知り、もはや破滅は免れ得ないとして「転職」まで考え始める（第9巻）。
一方、東部戦線を預かるゼートゥーアは、それが戦略上は小事と理解しつつも、作戦屋として計略を張り巡らし、戦線後退に擬態して反攻及び戦線の押し上げを行う。一方、西部方面に着任したロメールは、劣勢状態にある防空体制見直しのために、連合王国本土の強襲という奇策を企てる。そしてターニャら第203大隊は、2人の将軍にとって使い勝手の良い駒として酷使され、東へ西へ奔走させられる。ところが、東部戦線は成功する一方で、西部方面については極秘作戦だったはずのターニャの連合王国急襲は、なぜか情報が漏れて待ち構えられており、死線から辛うじて撤退に成功する。そしてターニャとロメールは、帝国の暗号が既に連合王国に破られ、情報が筒抜けであると確信する（第10巻）。
切羽詰まったルーデルドルフは、もはや帝国が「勝利」するには、軍部クーデターによる政治権力の一元化と、外交の不安定要素であるイルドアを早期に軍事制圧する「予備計画」しかないと思い込み始める。逆に敗戦を覚悟し、綺麗な敗北のための「予備計画」が必要と考えるゼートゥーアは、古き親友ルーデルドルフの動きを危惧する。そして、ルーデルドルフの暗殺をターニャに命じ、彼女の助言も取り入れ、その死を利用した穏便な政治権力の掌握という策謀まで描く。果たして暗殺計画は、連合王国の介入という予定外のことが起こるものの成功し、ルーデルドルフは不幸な事故という形で死ぬ。

### 恐るべきゼートゥーア
後世に「恐るべきゼートゥーア」と呼ばれることになるゼートゥーア大将は、速やかに参謀本部へと返り咲くと、ルーデルドルフの後釜として、作戦と戦務を兼ねて事実上の権力掌握を行い、穏便な形で国家の一元的な指導体制を築く。そんな中で帝国と敵国の仲介者であるイルドアが合州国と武装中立同盟を結んだという報が届く。この同盟により強大国である合州国の参入の可能性が無くなり喜ぶレルゲンであったが、逆にゼートゥーアは思い描いていたより良き敗北の計画に支障が出たと言い、イルドアへの即時侵攻を命じる。ゼートゥーアはルーデルドルフが残した作戦計画をより激的なものに書き換え、レルゲンを侵攻の主攻を担う師団の師団長補佐に命じ、ターニャ率いるサラマンダー戦闘団もその指揮下に付く。最序盤において侵攻軍の師団長が亡くなったことで、意図せずレルゲンが師団代行となって軍の指揮を取ることになり、ターニャの補佐もあって歴史的な電撃戦を展開し、容易くイルドアの首都占領に成功する。ついに合州国が帝国に宣戦布告し参戦してくるが、実は合州国の参戦こそがゼートゥーアの狙いであった。このままでは共産主義の連邦に国家をまるごと支配されてしまうことを最悪の破滅と考えたゼートゥーアは合州国を参戦させ、西側と東側の勢力を釣り合わせることで、敗戦後の帝国に最低限の裁量権や連邦の影響力を減らそうと計画していた（第11-12巻）。
そんなゼートゥーアの思惑など知らない周辺国家は合州国参戦を機に、戦後の自分たちの権益を増やすべく帝国を追い詰めようとする。ゼートゥーアは連邦の主攻は春先と予測した上で、イルドアでは首都を明け渡す代わりに相手の物資を浪費させる戦略撤退を敢行し、東部・南部双方の戦線を意図的に膠着させる。ところが1928年1月、連邦は密かに準備していた「黎明」と称する大規模な戦略攻勢計画を発動する。帝国とゼートゥーアは完全に虚を突かれ、このままでは滅亡確実な中、いち早く敵の動きと狙いに気づいた前線のターニャは、ゼートゥーアの作戦命令を偽って、一介の中佐が東部方面軍全体に命令を下すという一世一代の独断専行を行う。混乱の中でゼートゥーアはこれを追認し、後世に彼が前もって計画していたとされ、また彼の人知を超えた偉業の1つとされる「払暁」作戦によって「黎明」を完全に破綻せしめる。ゼートゥーアはターニャに深く感謝すると共に、戦後まで見据えた計画に付き合わせることを予告し、ターニャはこれを承諾する（第13-14巻）。

## 登場人物
声の項はアニメ版 / サウンドドラマ版の声優の順。1人のみの場合はアニメ版の声優を示す。軍隊の階級・役職・肩書きは特に断りがない場合、登場時のもの。ここでは書籍版を基本として記す。

### 帝国

#### 第二〇三航空魔導大隊
ターニャ・フォン・デグレチャフ
声 - 悠木碧 / 五十嵐裕美
本作の主人公。帝国軍の航空魔導師士官。第二〇三航空魔導大隊の大隊長（4巻からサラマンダー戦闘団の戦闘団長）。階級は第二〇三魔導大隊設立時点で少佐（7巻時点で中佐、WEB版での最終は准将）。
白く透き通った肌を持つ金髪碧眼の幼女。物語開始時点で9歳。元は日本の30代のサラリーマン（声 - 鳥海浩輔） で、上昇志向が強く、他者を顧みない性格であったが、それが災いして逆恨みで唐突に殺され、「道理を知らない」「信仰心がない」として存在Xによって異世界に記憶を保持したまま女として転生させられる。魔力適性があったことから孤児院での貧しい暮らしから抜け出すために幼くして士官学校へ進み、わずか9歳で将校となる。前世も転生後も徹底した合理主義者、リアリストであり、本人としては軍で栄達した上で平穏無事な人生を望んでいるが、その思惑によって打つ手のほとんどが裏目に出て本意を逆に取られてしまい、望んでいない戦争の最前線へ送り込まれ続ける。士官候補生時代の活躍で「白銀」の二つ名を持つが、敵国からはライン戦線での活躍によってエース・オブ・エース （ネームド）「ラインの悪魔」として認識される。
前世の知識も踏まえた合理的判断と高い分析能力、そしてエレニウム九五式によって隔絶した戦闘能力、指揮能力を有する。元来の魔導師としての能力は早熟である点を除けば、他の一線級の魔導師たちと比較して隔絶的に優秀というほどではない。普通であれば危険だと思われる行為も、実は適切な知識や合理的に考えれば、むしろ安全であり、ターニャとしてはあくまで保身で行なったにもかかわらず「勇ましい」「戦闘狂」と認識され、敵味方から畏怖される原因ともなっている。他にも無能な人材、上官の命令を聞かない部下などを上官権限で処刑することも厭わない言動が生粋の戦争狂や熱狂的な愛国者と勘違いされる要因ともなっている。戦争自体に関しては、合理主義者の観点から（特に人的）資源の浪費と断じ、また、安全な後方勤務でキャリアを積むという保身から否定的な考えを持ち、むしろ自分を平和主義者だとすら思っているが、先述のように決してヒューマニズムなどの観点からではない。民間人や捕虜を殺傷しないなどの戦争法規を守るのも、後に戦争犯罪として責任を取らされたくないと考えるためであり、必要とあれば法の抜け道を探す。他者を、自分の利益になるか否かという観点で判断・利用し、結果的に人を資源と考える合理性と、上官評価を勘案した保身から、むしろ部下の損失を極端に嫌っており、周りの印象に反して指揮部隊の損耗率は極端に低い。加えて自らが率先して危機を切り開くこともあるため直属の部下たちからの信頼も厚くなっている。
作者の「 『シカゴ学派』を人間に適用したら」という思考実験から生み出されたキャラクターで、個々人によって違う善悪や道徳を基準としない計算と数値の信奉者で、人の感情ですらコストと考える合理性が行動原理となっている。
ヴィクトーリヤ・イヴァーノヴナ・セレブリャコーフ
声 - 早見沙織 / 金元寿子
帝国の航空魔導師士官。幼年学校出身。初登場時は伍長（第二〇三航空魔導大隊設立時点で少尉、7巻時点で中尉）。ターニャの副官。二〇三大隊では第一中隊に所属。通称は「ヴィーシャ」。
徴募兵で幼年学校卒の少女。出自は連邦からの亡命者の娘。ターニャにとって最初の部下であり後の副官。新兵時代から現在まで戦場ではターニャとバディを組んでおり、ターニャが最も長く戦場を共にしている人物でもある。常識人だがターニャとの長い付き合いのために感化されている部分もある。彼女の考えを察して行動を取れるほか、珈琲を淹れるのも上手なためターニャからはなにかと重宝されている。駐屯地では部屋まで起こしにいき必要であれば身支度を手伝うこともある。ターニャ曰く「優秀過ぎる部下」。トランプなどの賭け事が異常に強いという隠れた一面も持つ。
幼年学校卒業と同時にライン戦線に配属されターニャの部下として死線をくぐる。その後、シュワルコフの推薦で初期の促成将校課程に進み無事修了。少尉に昇進した。即応魔導大隊の設立の折に同性であり既知の仲であることからターニャの副官として正式に配属される。同僚のヴァイスが主に実戦面を担当するのに対して、事務処理や兵站・裏方事情把握に長けており、部隊運営において確固たる地位を築いている。事務処理や私生活でターニャを支えることが多いが、数々の死線をくぐり抜けてきているだけに戦闘力は他の隊員に引けを取らず、副官としてターニャをサポートしつつ戦闘についていけるだけの高い実力を持つ。また、ターニャ不在時の第一中隊の指揮を行うこともある。魔導師としての魔力量が桁外れに多く、コミック版では、ライン戦線からの撤退戦において、他国のものと比較して遙かに優秀であるエレニウム九七式演算宝珠が、注がれた魔力量に耐えきれず焼き切れるほどであった。
WEB版の本編では登場しておらず、番外編でターニャが｢セレブリャコーフ少尉｣と呼んでいる場面があるが、同一人物であるかどうかは不明。
年齢は『コミカライズ版』によるとターニャより7つ年上となっている。
マテウス・ヨハン・ヴァイス
声 - 濱野大輝
帝国の航空魔導師士官。中尉（7巻時点で少佐、WEB版での最終は大佐）。第二〇三航空魔導大隊の副長兼同大隊第二中隊長（後に同大隊長となる）。
常識的で真面目な性格をしており、ターニャを敬愛して忠実に従う。気配りが上手くターニャから組織に必要な人材とみなされる一方、最初期は機転を利かせられず教本通りに動こうとするなど真面目すぎる故の欠点を抱えていた。それらは実戦経験を積むにつれて克服されていき後には卓越した軍人となる。特にターニャが全てを言葉に表さずとも彼女の意を的確に読み取って行動できるためにヴィーシャと共に重用されている。ターニャ不在時には大隊長代理を務め、彼女がサラマンダー戦闘団団長になった際には後任の大隊長に任命される（同時に少佐に昇格）。
ヴォーレン・グランツ
声 - 小林裕介
帝国の航空魔導師士官。階級は少尉（7巻時点で中尉 WEB版での最終は大尉）。第二〇三魔導大隊第二中隊所属隊員（ライン戦線補充人員）。ヴァイスが大隊長を務める場合の副官。怪我をしたのにも関わらず「撃破したことでスコアを稼げた」というなど物事を甘く見ている傾向がある。ただし戦争を早く終わらせたいという純粋な気持ちも持っている。
ターニャが在籍・卒業した士官学校出身の新任士官の青年。戦況悪化による促成方針で士官学校時代に十分な訓練を受けられなかったため卒業と同時にライン戦線に放り込まれ、地獄のライン戦線で無理やり実戦経験を積まされる。後述のタイヤネン准尉のリタイヤから、その穴を埋める補充要員として抜擢される。
東部戦線以降は大隊設立時の古参並の扱いを受けており、頼りなさげな部分はあるものの十分に成長したとしてターニャやヴァイスからの信頼は高く、特にヴァイスの副官役を務めることが多い。
漫画版では彼を含む新任組は配属後も古参から座学を含めた指導を受けており、南方戦線で護衛任務に就いた際にはロメールからも極めて優秀と太鼓判を押されている。アニメにおいては大隊加入の時期が異なっており、大隊編成の為の選抜試験に参加し、それを突破し結成時の構成メンバーとなっている。
ヴィリバルト・ケーニッヒ
声 - 笠間淳
帝国の航空魔導師士官。階級は中尉。第二〇三航空魔導大隊の第三中隊長。軍人らしからぬ長髪を後ろでまとめた、長身キツネ目の男。原作では一度名前が登場するだけの、実質的にアニメ、漫画版オリジナルキャラクター。漫画版では軍装備のほかに騎士剣を使用する。
ライナー・ノイマン
声 - 林大地
原作には登場しない。アニメ、漫画版のオリジナルキャラクター。帝国の航空魔導師士官。階級は中尉。第二〇三航空魔導大隊の第四中隊長。固太り体型の恰幅のいい男。漫画版では少々脳筋気味なタイプで、海軍との演習中、白兵戦に夢中になったあげく防御術式を纏ったまま激突した戦艦の中央マストを倒してしまった。中隊長三名の中では最も気遣いができ、女性の扱いに慣れている。（ただし他の二人がひどいので消去法、とヴィーシャはコメントしている）
劇場版においては敵航空機を魔力を纏わせた銃剣で真っ二つにするなどの豪快さを見せた。
ポニテロッテ
原作・アニメには登場しない漫画版オリジナルキャラクター。帝国の航空魔導師士官。階級は少尉。第二〇三航空魔導大隊でターニャ、ヴィーシャを除く唯一の女性隊員。
ターニャが在籍・卒業した士官学校出身の新任士官の少女でグランツの同期。グランツと共に大隊の補充要因として抜擢される。当初は「新任隊員が足手まといになれば、その救援を理由にサボタージュできる」という理由から、「衝撃と畏怖作戦」をはじめとする大隊の中でも選抜者しか参加できない危険任務にわざと参加させられていたが、それらの任務を脱落することなく遂行しており、後に大隊の正式メンバーとなる。前述の理由からターニャからもその実力は認められている。
大隊へ正式に入隊してからはグランツの率いる新任小隊に所属しており、グランツと行動をしているほか、同じ女性隊員のヴィーシャや第四中隊長のノイマンの指揮下に入ることが多い。ヴィーシャとは同じ階級だが副官で先任少尉でもあるため、敬意をこめて「セレブリャコーフ先任少尉殿」と呼んでいる。
コミカライズ版のみの東條チカ考案オリジナルキャラクター。ポニテロッテは正式名称ではなく、東條による仮名である。
ツイーテ・ナイカ・タイヤネン
声 - 加藤諒太
帝国の航空魔導師士官。階級は准尉。第二〇三航空魔導大隊第一中隊所属隊員。
腐ったジャガイモのスープに食あたりし、長期療養で傷痍退役することになった魔導大隊の最初の脱落者。
漫画版ではモヒカンヘアの巨漢。彼の離脱が、グランツが基幹メンバーに抜擢される端緒となった。203大隊が南方大陸から帝都に帰還した際、軍に復帰して新兵教導中の彼に再会している。
WEB版のあとがきによればフィンランド空軍のニルス・カタヤイネンとは無関係である。

#### サラマンダー戦闘団
5巻から登場する戦闘団。第二〇三魔導大隊を基幹とする。以下に挙げるのは二度目の結成時の人員である（最初の戦闘団は臨時編成の実証部隊なので一度解体されているため）。
テオバルト・ヴュステマン
帝国の航空魔導師士官。中尉。サラマンダー戦闘団の設立時要員。錬成不足を心配され、予備扱いされるが後々疲弊した帝国では彼のレベルでの補充も困難な状態となり、貴重な戦力として扱われることとなる。
エルマー・アーレンス
帝国の機甲部隊士官。大尉。サラマンダー戦闘団の設立時要員。
実践経験豊かな士官。サラマンダー戦闘団結成時、ターニャが唯一評価できた軍人で、上官のターニャの意を汲んだり、戦況を正しく把握できたりする優秀な軍人。
ロルフ・メーベルト
帝国の砲兵隊士官。大尉。サラマンダー戦闘団の設立時要員。
職人肌の熟練した砲兵。当初は兵站を考慮しない（考慮していないように見える）など、ターニャやヴァイスから不安定要素として心配されるも、砲兵としては非常に優秀で、後にターニャに評価を改められ、信頼される。
クラウス・トスパン
帝国の歩兵士官。中尉。
歩兵としてプライドの高い人物。教本や過去の経験に拘るあまり、ターニャの意や状況を無視して行動するため無能扱いされる。しかし、東部戦線の経験を通して優秀な軍人となっている。
リーンハルト・トーン
帝国の歩兵士官。大尉。
トスパン同様歩兵としてのプライドが高く、何かとターニャに反抗していたが、その後の戦闘によってMIA（行方不明）となる。

#### 軍首脳部
ハンス・フォン・ゼートゥーア
声 - 大塚芳忠 / 石塚運昇
帝国軍参謀本部所属。戦務参謀次長。後に作戦・戦務兼務参謀次長（11巻）。准将（11巻時点で大将）。
初老に差し掛かり、静かな物腰が特徴で、軍人というよりも学者然とした人物。機動戦と兵站の権威。後世に「恐るべきゼートゥーア」と呼ばれることになる将校。本来は作戦畑の出身だったが、長らく戦務担当として活動したため渉外など政治の論理も熟知しており、後方でも前線でも類まれなる手腕を発揮する傑物。しかし、明晰であるがゆえに主流派の方針とぶつかることが多く、また種明かしを味方にも全然しないことから業を煮やした態度を取られることも多く、政府・軍首脳部問わず疎まれる。当時の常識を尽く覆すターニャの発案は、後世にはゼートゥーアが行なったものと見なされるが、ライン戦線での回転ドア戦術や東部戦線の作戦立案など、彼自身が発案したものも多い。
偶然会った陸軍大学時代のターニャから世界大戦や総力戦の展望を聞き、以降、彼女に目を掛け、後の第二〇三魔導大隊設立の立役者となる。結果として勘違いからターニャを酷使しているが、彼女の考えをよく理解しているうえに、ターニャ自身もゼートゥーアの考えを勘違いしているため、彼女から理想の上司と評される。
連邦との戦い開始後は、主流派に疎まれて東部戦線に左遷となるが、そこで事実上の司令官として手腕を振るう。その後、敗北が避けられない中で本部に残ったルーデルドルフの動きを危惧し、これを謀殺、参謀本部に戻ると権力掌握を行い、事実上の軍部の長となる。そして傍目には狂っているようにしか見えない仲介者であったイルドアへの侵攻作戦を命じる。
エーリッヒ・フォン・レルゲン
声 - 三木眞一郎 / 後藤ヒロキ
帝国軍参謀本部所属。参謀将校。少佐（7巻時点で大佐）。イルドア侵攻作戦で師団長代理（事実上の師団長）。
優秀かつ極めて常識的で将来を嘱望された青年将校。後述の経緯から古くからターニャを知っており、軍上層部で唯一彼女を狂人として危惧する存在。一方で彼女が正しいと理解する1人でもあり、そのジレンマに悩む。ターニャの存在を危惧するがゆえに彼女を掣肘して前線などから異動させようとするが、それはそもそも後方勤務を望んでいるターニャの狙いに合致するため、結果として彼女から信頼されている。
登場時は人事部所属で、士官学校時代のターニャを知っており、軍上層部で唯一彼女を狂人として危惧し、彼女の軍大学入学を阻もうとする。後に作戦局に栄転となり、ルーデルドルフら参謀本部からの伝令役としてターニャと接することが多い。東部戦線では形式的にサラマンダー戦闘団（レルゲン戦闘団）の指揮官となるが、実際には南部でカランドロを相手に参謀本部代表としてイルドアとの外交折衝を任される。
イルドア侵攻作戦においてゼートゥーアから直々に第8師団の参謀長を命じられるが、緒戦で師団長以下司令部の人員が戦死し、師団長代理として師団の最高指揮官となる。ゼートゥーアの狙いをよく理解し、歴史的なイルドア占領を成し遂げる。
クルト・フォン・ルーデルドルフ
声 - 玄田哲章
帝国軍参謀本部所属。作戦参謀次長。准将（11巻時点で大将）。
男盛りの精悍な軍人。ゼートゥーアとは同期で互いをよく知り、共に機動戦と兵站の権威として知られる。ノルデン北方戦によるフィヨルド急襲を発案し、そこでターニャの能力の高さを知る。その後も回転ドア戦術などをゼートゥーアと連名で発案するなど、参謀本部で活躍する。東部戦線でゼートゥーアが左遷されると、事実上の参謀本部の長として帝国の軍務全般を担うようになる。ターニャからはゼートゥーア同様に高く評価され、書籍版では人混みで式典が見えない彼女に肩車を提案したり、漫画版では彼女の抗議を「我儘を言う孫娘とは可愛いものだな」と考えていたりするなど、コミカルな描写もある。
軍人、高級将校として有能ではあるが、その軍歴を作戦畑でのみ培ったために、軍事以外の分野の視野狭窄に陥り、ゼートゥーアから危惧される。帝国最高統帥会議の現実感の無さに苦慮し、当初はあくまで帝国軍人として愚直に責務を全うしようとするものの、帝国の勝利のためにはクーデターによって政治権力の一元化をする必要があると思い悩むようになる。その中で無意味な自殺行為にしか見えないイルドア侵攻を計画したことをゼートゥーアに危惧され、謀殺される（実際には連合王国の奇襲を受け、戦死）。
WEB版にも登場するが書籍版で登場頻度が飛躍的に増えたキャラクターである。WEB版では上述の作戦の立案にも関わっておらず、陸軍大学への推薦会議での登場シーンなど、WEB版ではモブの役回りだったものが、ルーデルドルフに変更されたものもある。
マクシミリアン・ヨハン・フォン・ウーガ
声 - 赤城進
帝国軍参謀本部鉄道部所属。大尉（7巻時点で中佐）。
軍大学でのターニャの同期で妻子持ち。非常に優秀な人物で、（本人にはその自覚はなかったが）ターニャからライバル視されており、彼女のライバルを減らす目的の諫言によって大学卒業後は傍流の鉄道部所属となる（本人は善意からの諫言だと思っており、感謝している）。鉄道部では才幹を発揮して、鉄道運用の専門家として破綻しかけている兵站を支えている。また、ターニャとの交友関係も続けており、情報交換のほか、彼女の要望でチョコレートやコーヒー豆をこっそり贈るなどする。
連合王国情報部からは、ゼートゥーア・ギャングの一員として、レルゲンと共に高く評価される。
ロメール
帝国軍南方派遣軍の軍団長。少将（10巻時点で中将）。後に西方方面司令（10巻）。
能力は高いが上官からの受けが良くない若い将軍。共和国残党を叩くために二〇三大隊と共に南方の作戦に従事する。事前の話（シュライゼとの対立や、対共和国戦での抗命未遂） からターニャを危惧していたが、実際に会うと彼女を気に入り、良き理解者となる。ターニャからは理想の上司としてゼートゥーアと共に高く評価される。
ルートヴィヒ
帝国軍参謀本部所属。参謀長。中将。
物語開始時点における本部参謀長で、協商連合による侵攻時に戦力の逐次投入を嫌って大陸軍をノルデンへ向ける方針を立てる。これが結果として手薄になった本国への共和国の侵攻を誘発してしまい、帝国軍に多大な損害と混乱を与えたとして責任を問われ、同方針の賛同者たちと共に降格・左遷処分される。
ベルト・シール・フルテハルク
帝国軍参謀本部所属。最高司令部長。階級は元帥。
帝国軍の最高指揮官。

#### 上層部
グレフレム2世
帝国皇帝。帝国軍での階級は大元帥
帝国の皇帝で国家元首。
テルバルト・カルジェーシ
帝国の宰相で「灰色の猊下」と呼ばれている。

#### その他
アーデルハイト・フォン・シューゲル
声 - 飛田展男 / 野島裕史
帝国軍エレニウム工廠主任技師。
魔導技術の専門家で稀代の天才。技術的に不可能と目されていた複数の宝珠核の同調をなしえるなど天才ぶりを如何無く発揮する反面、人格には問題を抱えており異常な程の精密操作を実用兵器に求めたり、「機能美に欠ける」という理由で安全機構を排除したり、設計に対する自信から兵器試験の失敗を試験者に転嫁したりといった問題行為が多く目につく。試作演算宝珠として開発中だったエレニウム九五式の開発が行き詰まったことからアプローチを変え、既製品に対する馴染みが浅くそれでいて制御技術の高いターニャに目をつけ、試験要員として抜擢して散々無理難題をさた事から彼女に非常に恐れられている。ターニャからは「マッドサイエンティスト」や、アニメ版では「天の災い」などと称されている。
最終的に九五式の開発は存在Xの介入によって一基だけだが成功に至り、これによって無信仰を改め敬虔な信徒となる。その後も正気を疑う様な兵器群の開発を続けており、ターニャを恐れさせ続けている。後世のアンドリューによる幕間にも登場しており、彼に二〇三大隊のヒントを与えていた。
エーリャ / エレナ・ミュラー
帝国の航空魔導師兵。所属は中央軍砲兵隊の観測員。基本的に漫画版の登場人物。
徴募兵で幼年学校卒の少女。ヴィーシャの同期であり、幼年学校ではルームメイト。早起き体質のわがままボディ。レガドニアに駐屯した北方軍の穴埋めに出向した後にライン戦線司令部付きとなる。非常に耳聡いタイプで、階級からは不釣り合いなほどの事情通。
漫画版において連合王国の情報魔導将校がエーリャを｢帝国中央軍の情報将校（この際、エーリャは「中尉」の階級章を着けていた）｣と呼称している場面があることから、本来は情報部に所属しており、ヴィーシャが知っている階級や所属はダミーである可能性がある。
イェーコフ・シュライゼ / ハンリヒ・ツー・シュライゼ
声 - 楠見尚己
帝国軍北方方面軍参謀長。中将。
ノルデン戦において、時期と兵站を無視した侵攻作戦を立案し、ターニャと激しく対立する。
イーレン・シュワルコフ
声 - 松本忍 / 竹内良太
帝国軍第二〇五強襲魔導中隊の隊長。中尉。
ライン戦線においてターニャとヴィーシャが所属した部隊の隊長。従軍章を授与されるほど実戦経験が豊富であり、周囲への配慮も良く、その人間性にターニャも相応に敬意を払う。漫画版ではドアノッカー作戦時に少佐としてターニャと再会。司令部直轄の第七強襲梯団魔導指揮官となっているが、上官の戦死や精神疾患によるリタイヤによる野戦任官による昇進と卑下している。
WEB版では暫く後に中佐に昇進している。
ショーンズ
帝国軍第二〇五強襲魔導中隊所属の分隊長。軍曹。
ライン戦線においてターニャとヴィーシャが所属した部隊の分隊長。ライン最古参の魔導兵で、飛行しながら行進を行うほど器用。
漫画版ではターニャたち二〇三大隊がライン戦線に配属された際に二〇五強襲魔導中隊隊長に昇進している。その後は「最古参」の二つ名を持つ帝国の撃墜数第4位のエース・オブ・エースとなる。
ヨドーク・ホーフェン
声 - てらそままさき
帝国軍第三師団第四十九魔導大隊所属。少佐。劇場版のティゲンホーフ防衛戦にてターニャ達と共同戦線を張るが、突撃してきたメアリーの攻撃で戦死する。

### レガドニア協商連合
アンソン・スー
声 - 堀内賢雄
協商連合の航空魔導大隊の指揮官。大佐。
指揮官としても魔導師としても優秀な野戦将校で、国内の人気取りのためにノルデンへの派兵を決めた政府を苦々しく思う。予想通り帝国に追い込まれると一矢報いようとするが、ターニャの奮闘によって撃退される（ノルデン第三哨戒線の戦い）。約2年後の帝国による協商連合への大攻勢で、ターニャ率いる二〇三魔導大隊を迎え撃つが、戦死する（ノルデン北方戦、ノルデン沖の戦い）。
WEB版には登場しない人物であり、メアリー・スー（娘）の設定変更に伴い書籍版で初登場した。娘から贈られた彼の銃器がターニャに戦利品として鹵獲されており、メアリーが父の仇を見つけ出すきっかけとなる。
アニメでは設定が大きく変更された登場人物である。フィヨルド戦においてターニャを迎え撃ち、部隊の壊滅と瀕死の重傷を負う。しかし、「存在X」よりターニャを殺すよう啓示を受けて一命を取り留め、王国軍情報部に救助される。その後、志願してドレイク率いる王国軍魔導部隊の戦列に加わり、回転ドア作戦の斬首戦術を成功させて帰投する二〇三大隊を共に急襲する。「存在X」のバックアップで増した魔力と条約違反のトレンチガンを武器に、二〇三大隊の隊員らを次々と戦闘不能に追い込んでターニャとも互角に渡り合う戦闘力を見せた。しかし、激しい交戦の末にターニャを捕らえて自爆しようとするも、ヴィーシャの狙撃によって失敗してそのまま自身のみ爆死した。
オルヴァ=ジュール・カゾール
声 - 斧アツシ
協商連合十人評議会の陸軍評議委員。
戦争を始めた前政権のツケを払うべく対帝国戦争では十人評議会で主導的な立場にある。協商連合の敗戦が不可避になっても、祖国再建の芽を絶やさないため、国民の合衆国亡命やアーバンソール外務評議委員の連合王国での亡命政権設立など手を打ち続ける。妻子を見送ったアンソンにメアリーから贈られた短機関銃を渡した。
アーバンソール
協商連合十人評議会の外務評議委員。
協商連合の敗北が決定的となった際、国外に亡命政権を樹立するために連合王国へ向かうことになった政治家。連合王国の協力を得て潜水艦で移動する徹底ぶりであったが、偶然からターニャ率いる二〇三大隊に捕捉されてしまう。潜水艦がターニャの臨検を受ける際に、まだ名目上は中立国であった連合王国が、協商連合に協力していた事実の発覚を防ぐために、連合王国の情報魔導将校によって謀殺される。
コルソール
協商連合十人評議会の文化評議委員。
協商連合政府では最も若い閣僚。協商連合の敗北が決定的になった際にはアーバンソールからは連合王国への亡命外交官として推薦する意向を示されていたが、本人の辞退により結局、外務委員であるアーバンソールが亡命を試みることになる。

### フランソワ共和国（自由共和国）
ピエール・ミシェル=ド・ルーゴ
声 - 土師孝也
共和国軍国防次官兼陸軍次官。後に自由共和国の代表。少将。
帝国による共和国本土占領後に、南方大陸を拠点として祖国解放を掲げて継戦する将軍。戦略・大戦略といった大きな視野で戦いに卓越した能力を持つ合理主義者の軍略家。
共和国の敗北が確定的な中で、軍事物資や人員を南方植民地に送り、自由共和国を宣言して共和国の命脈を保つことに成功する。南方大陸では一旦はロメールの軍団を包囲殲滅直前まで追い詰めかけるものの、ターニャの活躍により阻止される。
セヴラン・ビアント
声 - 小柳良寛
共和国特殊作戦軍第二魔導中隊司令の航空魔導師。後に自由共和国軍に参加。中佐（自由共和国では大佐）。
自信家のナルシストだが、実力は本物。実戦経験豊富で古強者とも称される軍人。ライン戦線において帝国に占領されたアレーヌ市を、市民蜂起させて兵站を乱す作戦を任される。しかし、ターニャ率いる第二〇三魔導大隊及び、彼女が前もって立案していた対市民蜂起の作戦によって失敗した。共和国滅亡後も自由共和国に参加し、経験豊富な現場指揮官としてド・ルーゴの右腕として、司令部の上席に位置する。
ミシェイル・ホスマン
声 - 武虎
共和国軍の航空魔導師。共和国軍特殊作戦軍第一魔導大隊長。少佐。エース・オブ・エース。
ライン戦線B-59区域砲兵陣地防衛任務中にターニャ率いる二〇三大隊に強襲され戦死する。第一大隊員も全員戦死している。
テレビアニメでは名前が「オーギュスタン・ホスマン」となっている。

### アルビオン連合王国
チャーブル
連合王国の首相。
帝国への警戒心は強く、連合王国の未来のため打倒帝国の決意に凝り固まっている。
マールバラ
連合王国の海軍相。
王国内では時局を正しく理解している。
ドナルド・ハーバーグラム
連合王国の情報部対外戦略局所属。少将。
海軍上がりで、大きな癇癪を起こすため部下たちから恐れられている。情報部の極秘作戦が、ことごとく偶然ターニャによって頓挫させられてしまい、モグラ（スパイ） を疑っている。
ドレイク / ウィリアム・ダグラス・ドレイク
声 - 森川智之
連合王国の海兵魔導部隊指揮者。中佐。
熟練の現場指揮官であり、「ラインの悪魔」ことターニャの危険性を熟知している若く精悍な男。魔導師としての能力の高さのほか、経験豊かな野戦将校として合州国や連邦などとの合同任務に駆り出されることが多いが、メアリーが部下となった後は彼女の身勝手な行動に悩まされる。本人は面倒事を押し付けられていると考えているが、実は上層部からの評価は高い。
アニメではテレビ放映分には後述のサー・アイザック・ダスティン・ドレイクが登場し、原作におけるドレイクの役回りの一部がアイザックに置き換えられている。劇場版において、「アイザックの甥でドレイク一門期待の俊英」としてほぼ原作のドレイクの設定や容姿に準拠したウィリアム・ダグラス・ドレイクが登場する。多国籍義勇軍の大隊長として東部戦線において合同任務に駆り出され、メアリーの扱いに難儀するのは原作通りである。
サー・アイザック・ダスティン・ドレイク
声 - 高岡瓶々
連合王国の情報部所属の魔道師。中佐（後に大佐）。
軍事情報部所属らしい落ち着いた雰囲気の中年男性。ノルデン戦でターニャに破壊された連合王国の秘密観測所に詰めており、その後も連合王国から戦地に派遣された要人としてしばしば登場する。アニメ終盤ではアンソンと共にターニャを襲撃する。
アニメオリジナルキャラクターであり、アニメには登場しなかったドレイクとジョンおじさんの役割を兼ねた登場人物となっている（前述の通り、原作のドレイクに相当するキャラクターは劇場版からウィリアム・ダグラス・ドレイクとして登場する）。
ジョンおじさん / ミスター・ジョンソン
連合王国の諜報員。ハーバーグラムの部下。
諜報員として各地を巡り、話の節々に登場する。ケースオフィサーとエージェントを兼ねられる非常に有能な人物。ハーバーグラムとは古い付き合いで、彼の性格を熟知している。
アニメでは登場せず、彼の役回りはサー・アイザック・ダスティン・ドレイクに変更されている。
キム
連合王国の情報部所属の課長級職員。

### イルドア王国
イゴール・ガスマン
イルドア王国軍所属。大将。
軍政家として知られており、イルドアの政治的意向などを部下のカランドロなどを通して帝国に伝える。
ヴィルジニオ・カランドロ
イルドア王国軍所属。大佐。
ガスマンの腹心。帝国との協力関係を強化するかの判断のために、サラマンダー戦闘団に観戦武官として派遣される。以降、レルゲンと交誼を結び、帝国軍部の外交ルートとしてイルドア側の窓口となる。
イルドア侵攻作戦では、最低限の外交ルートは確保しておきたい帝国参謀本部の意向で、事前にレルゲンから帝国による侵攻作戦が始まることを間接的に伝えられるが、これを勘違いし帝国内部で軍事クーデターが起こると思い込んでしまう。これによってむしろ帝国への備えを怠ってしまい、国土を蹂躙されることとなる。しかし、観戦武官として帝国軍のやり方を熟知していたため、防衛軍に適切な献策も行い、一定の遅滞戦闘の戦果も挙げる。

### ルーシー連邦
ヨセフ・ジュガシヴィリ
声 - 稲垣隆史
連邦の最高指導者。人民委員会議議長を務める書記長。
冷酷非情かつ自己中心的な人物で、自分以外の人間を敵か道具としか思っていない。もっぱら粛清は彼の右腕たるロリヤが執行する。
ロリヤ
声 - チョー
内務人民委員部長官。ヨセフの腹心で連邦の実質的なNo.2。
頭脳優秀だが冷酷極まりなく内部粛清の嵐を巻き起こし、同僚や政治将校たちからも恐れられる存在。また、幼児性愛者で自身の権力を使って街で見かけた幼女を攫っていた。
第二〇三魔導大隊のモスコー襲撃の際に、偶然ターニャを見かけ一目惚れしてしまう。ターニャを手に入れるためには手段を選ばないとして、今まで粛清対象としていた軍人や魔導師達を前線に復帰させ、帝国を追い込む。
リリーヤ・イヴァノヴァ・タネーチカ
政治将校。中尉。
政治将校としてミケルを監視・牽制する存在。ドレイクとミケルのやり取りに横槍を入れてくるため、ドレイクからは敬遠されているが、彼女の政治的立場を考慮するミケルから擁護されることもある。対帝国の極秘共同作戦の中、メアリーと仲良くなる。
ミケル
連邦軍の魔導将校。大佐。
対帝国のために集められた多国籍部隊の指揮官。強制収容所にいたが、連邦の方針変更に伴い航空魔導師として復帰する。政治将校の牽制を受けながらも自らの職務に励む。ドレイクと息が合う。

### 合州国
メアリー・スー
声 - 戸松遥
協商連合出身の合州国義勇兵の少女。少尉。アンソン・スーの娘。
信心深く家族思いの優しい少女。協商連合からの亡命者。父・アンソンを殺害した帝国を憎み、実際にそれを行ったと目される、父に贈った短機関銃を使うターニャに強い復讐心を抱く。存在Xらによって力を与えられており強力な加護と膨大な魔力量を誇る。単騎戦でターニャが仕留めきれないほどの防御力、第二〇三魔導大隊に大損害を与えかねない攻撃力を有する唯一無二の存在。しかし性格は直情傾向かつ短絡的で、年相応の未熟さに加えた純粋な復讐心や信仰心、博愛精神で後先考えずに行動することが多い。そのために、軍事的合理性を欠いて独断行動を取ることも多く、彼女の上官として行動することが多いドレイクの気苦労が絶えない（純軍事的な場面以外にも、連邦の建前を鵜呑みして、せっかくのドレイクの配慮が無駄になるということもある）。
漫画版では父・アンソンと母、そしてメアリー本人の祈りによって三重の加護を得る。術式の解析能力が高いだけではなく敵対する側の術式を無効化するという能力を発揮している。
WEB版は協商連合の出自といった設定はなく、合州国の敬虔な教徒で、それ故に存在Xらに力を与えられ、ターニャに対する存在して登場する。軍事的合理性を欠いた行動で上官のドレイクを悩ませるのは書籍版と同じである。最終的に大戦終結間際疲弊しているところを味方に惨殺される。
名前の由来は、二次創作の作品において作者の理想（圧倒的な力を持つが劇的な死を迎えるなど）が反映された、作品世界にそぐわないオリジナルキャラクターを揶揄するスラングの「メアリー・スー」。カルロ・ゼンは「僕はメタ的なネタが好きなので、結構意図的にやっていますよ」と語っている。
エドガー
声 - 福島潤
多国籍義勇軍に所属する魔導師。メアリーの上官。
ビビ
声 - 田村睦心
多国籍義勇軍に所属する魔導師。メアリーの同僚。

### その他の登場人物
創造主 / 存在X
創造主（神） を名乗る超越的な存在。
社会の発展に伴い無神論者が増えていることを危惧している。近代合理主義精神の主人公からは「神」を自称する存在として「存在X」と仮称され、むしろその在り方は悪魔だとすら考えられている。無神論者の典型例で、死して自分を前にしてなお神を信じようとしない主人公を忌々しく思い、信仰心を取り戻させるためとして、戦乱の世界に女性として転生させる。それでも信仰心を持たない主人公に痺れを切らし、エレニウム九五式の開発やメアリ・スーなどに介入する。
WEB・書籍版共に不介入を説き、ターニャへの干渉は最小限に留めようとしており、連邦の対帝国宣戦に彼の配下が介入したと思われる描写があるが、人々の信仰を取り戻すための策略でターニャを意識したものではない。しかし、アニメ版においてはエレニウム九五式以降、積極的にターニャに干渉する立場を取り、時勢に積極的に介入し、周辺国の多段的な帝国への侵攻を起こさせたり、ターニャがより悲惨な方向へ流されたりするように手を加える。また、瀕死のアンソンを助け、彼にターニャを殺させようとする。
漫画版ではゼウス、またアブラハムの宗教における唯一神と思われる姿で現れる。また、神域と称される空間で、他の宗教の神々と思われる存在と会談を持っていた。アニメ版では周囲に存在する人間や生き物、人形の口を借りる形でターニャとコンタクトを取り、その姿を現すことはなかった。
アンドリュー
声 - 赤城進
章の幕間などに登場する後世の記者。通信社「ワールド・トゥデイズ・ニュース (World Today's News)」所属。
若き日にはかつての大戦に従軍記者として関わったこともあるベテラン。一般に流布される大戦の話に疑念を抱き、敗戦した帝国の真実を求めて調査を続け、一般に知られていない二〇三大隊などの情報に近づく。特に、機密解除された当時の国家情報で、大戦の主立った戦闘に必ず登場する（ターニャの姓「Degurechaff」を表す） 11文字の伏字「XXXXXXXXXXX」を「11番目の女神」と呼び、生涯をかけてその正体を追う。

## 作中の年表
| 統一暦 | 統一暦   | 事柄                                                                             | 原作 | アニメ | 漫画     | 備考                                                                                 |
| ------ | -------- | -------------------------------------------------------------------------------- | ---- | ------ | -------- | ------------------------------------------------------------------------------------ |
| 1913年 | 9月24日  | ターニャ・デグレチャフ生まれる。                                                 | ---  | ---    | ---      |                                                                                      |
| 1914年 | 7月18日  | ターニャ、自我を持つ。                                                           | 1巻  | 2話    | 1巻      | アニメでは1913年。                                                                   |
| 1923年 |          | ターニャ、9歳で士官学校卒業。                                                    | 1巻  | 2話    | 1巻      |                                                                                      |
| 1923年 | 6月      | ターニャ、少尉に昇進。ノルデン観測任務において単独で協商連合軍・中隊規模に奮戦。 | 1巻  | 2話    | 1巻      | ターニャ、銀翼突撃章授与。同日、レカドニア協商連合の越境侵犯に対し、帝国、宣戦布告。 |
| 1923年 |          | 本国戦技教導隊付き、技術検証要員として出向。                                     | 1巻  | 3話    | 1巻      | エレニウム九十五式の技術点最終到達点に挑戦し、成功。                                 |
| 1923年 |          | エレニウム九十五式の実戦検証、敵中隊を単独で撃破。                               | 1巻  | 3話    | ---      | ターニャ、航空突撃章授与。                                                           |
| 1923年 |          | 第205強襲魔導中隊にターニャ、ヴィーシャ配属。ターニャ第3小隊長に就任。           | 1巻  | 1話    | 1巻      |                                                                                      |
| 1923年 |          | ライン戦線にてターニャ、ヴィーシャを士官学校へ推薦。                             | 1巻  | 3話    | 2巻      |                                                                                      |
| 192x年 |          | ターニャ、中尉に昇進。軍大学入学。                                               | 1巻  | 4話    | 2巻      | ラインまでの撃墜スコア62                                                             |
| 1924年 | 4月13日  | ターニャ、「市街戦への対応」レポート作成                                         | ?    | ---    | 13巻     |                                                                                      |
| 1924年 |          | ターニャ、大尉に昇進。参謀本部付き第601編成部隊編成官に就任。                    | 1巻  | 5話    | 3巻      | ターニャ、軍大学卒業。                                                               |
| 1924年 |          | ターニャ、少佐に昇進。第203航空魔導大隊の大隊長に就任。                          | 1巻  | 5話    | 4巻      |                                                                                      |
| 1924年 | 9月24日  | ダキア戦役。                                                                     | 2巻  | 5話    | 5巻      |                                                                                      |
| 1924年 | 9月25日  | カルベリウス兵器工廠攻撃。                                                       | 2巻  | 5話    | 5巻      |                                                                                      |
| 1924年 | 10月4日  | アンソン中佐、大佐に昇進。                                                       | 2巻  | 6話    | 5巻      |                                                                                      |
| 1924年 | 11月6日  | クラグガナ物資集積地点防衛。                                                     | 2巻  | 6話    | 6巻      |                                                                                      |
| 1924年 | 11月16日 | 参謀会議。                                                                       | 2巻  | 7話    | 7巻      |                                                                                      |
| 1924年 | 12月10日 | アンソン大佐の家族、協商連合から合州国へ避難。                                   | 2巻  | 7話    | 8巻      |                                                                                      |
| 1924年 | 12月     | オース・フィヨルド上陸作戦。                                                     | 2巻  | 7話    | 7～8巻   | アニメ、漫画ではアンソン大佐と交戦                                                   |
| 1924年 | 12月     | 協商連合艦隊、帝国軍に発見され戦闘。ターニャとの戦闘でアンソン大佐死亡。         | 2巻  | ---    | 9巻      | アニメではアンソン大佐は生存                                                         |
| 1924年 | 12月     | 領海内に不審船、連合王国のライタール号臨検。連合王国潜水艦を撃沈。               | 2巻  | ---    | 9～10巻  | アニメではなし                                                                       |
| 1925年 | 4月5日   | ライン戦線にてグランツ少尉、第二〇三航空魔導大隊補充要員として補充。             | 2巻  | ---    | 11巻     | アニメでは大隊編成時より登場                                                         |
| 1925年 | 4月      | 合州国にてメアリー、フィヨルドにおける戦闘敗北の知らせをラジオで聞く。           | ？   | 7話    | ---      |                                                                                      |
| 1925年 | 5月4日   | アレーヌ市で蜂起した民兵と合流した共和国軍を排除。                               | 2巻  | 8話    | 13～14巻 | 火の試練                                                                             |
| 1925年 | 5月10日  | 第1作戦「霧と太陽作戦」。                                                        | 2巻  | 9話    | 15巻     | 前進準備                                                                             |
| 1925年 | 5月24日  | メアリー、合州国にてアンソン大佐の死亡通知を受け取る。                           | 3巻  | ---    | 16巻     | アニメではなし                                                                       |
| 1925年 | 5月25日  | 第2作戦「衝撃と畏怖作戦」。                                                      | 3巻  | 9話    | 17巻     |                                                                                      |
| 1925年 | 5月同日  | 第3作戦「解錠作戦」-敵陣地の破壊-。                                              | 3巻  | 10話   | 18巻     |                                                                                      |
| 1925年 | 5月26日  | 攻勢計画第177号発令。エリア42で連合王国と思われるアンノウン魔導部隊と交戦。      | 3巻  | 10話   | 18巻     | アニメではアンソン大佐が参加/死亡                                                    |
| 1925年 | 6月18日  | 帝国軍パリースィイへ進軍。                                                       | 3巻  | 11話   | 19巻     |                                                                                      |
| 1925年 | 6月19日  | 共和国軍主力ブレスト軍港に撤退。                                                 | 3巻  | 11話   | 19巻     |                                                                                      |
| 1925年 | 6月20日  | ターニャ、基地司令の大佐へブレスト軍港強襲を哀願。                               | 3巻  | 11話   | 19巻     |                                                                                      |
| 1925年 | 6月同日  | 独断専行で強襲を試みるも、参謀本部の全部隊停戦命令で出撃中止。                   | 3巻  | 11話   | 19巻     |                                                                                      |
| 1925年 | 8月22日  | メアリー、合州国「義勇派兵部隊」に志願。自由協商連合第一魔導連隊へ配属。         | 3巻  | 12話   | 20巻     |                                                                                      |
| 1925年 | 9月4日   | 203大隊、南方大陸ロメール軍団長の帝国南方派遣軍へ配属。                          | 3巻  | ---    | 22巻     |                                                                                      |
| 1925年 | 9月22日  | 自由共和国軍、チェルス奪還作戦決行。                                             | 3巻  | ---    | 22巻     |                                                                                      |
| 1925年 | 10月12日 | 203大隊、夜暗偵察でターニャ、共和国軍の罠に気づく。                              | 3巻  | ---    | 24巻     |                                                                                      |
| 1925年 | 10月13日 | 203大隊、首刈り戦術で共和国軍司令部を強襲。帝国南方派遣軍を救う。                | 3巻  | ---    | 24巻     |                                                                                      |
| 1925年 | 11月1日  | 連合王国、国民に向け帝国を相手に開戦することを宣言。                             | 3巻  | ---    | ---      |                                                                                      |
| 1926年 | 3月15日  | 203大隊、連邦領へ越境偵察を行う。同作戦中連邦より宣戦布告。                      | 4巻  | 劇場版 | 25巻     |                                                                                      |
| 1926年 | 3月16日  | 203大隊、連邦の首都モスコー襲撃。                                                | 4巻  | 劇場版 | 27〜28巻 | ロリヤ、ターニャに一目惚れ/アニメのみメアリーと初戦闘                                |
| 1926年 | 3月26日  | 連邦軍にティゲンホーフ市が包囲されつつあり救援任務に203大隊進発する。            | 4巻  | 劇場版 | 29〜30巻 |                                                                                      |
| 1926年 | 4月10日  | ターニャ、モスコー襲撃に際しての独断専行で査問会議にかけられる。                 | 4巻  | ---    | 31巻     |                                                                                      |
| 1926年 | 4月同日  | ターニャ、2ヶ月の戦技研究、戦訓調査後に配属を裁決すると言明される。              | 4巻  | ---    | 31巻     |                                                                                      |
| 1926年 | 4月28日  | 203大隊、連合王国本土への地上襲撃任務評価試験を行うべく出撃。                    | 4巻  | ---    | 32巻     | ドードバード航空戦                                                                   |
| 1926年 | 4月29日  | 悪天候で同作戦中止。第114航空爆撃団の救出の為戦闘捜索救難任務につく。            | 4巻  | ---    | 32巻     | ドードバード航空戦                                                                   |
| 1926年 | 4月同日  | メアリー、ターニャと初交戦するも敗北。アンソンの短機関銃でターニャを仇と認識。   | 4巻  | ---    |          | ドードバード航空戦                                                                   |
| 1926年 | 4月？日  | 連邦軍がティゲンホーフ市を襲撃、48時間以上に渡るディゲンホーフ防衛戦開始。       | ---  | 劇場版 |          | アニメのみ                                                                           |
| 1926年 | 4月？日  | メアリー・ターニャと2度目の交戦するも敗北。ドレイク中佐に救われる。              | ---  | 劇場版 |          | アニメのみ                                                                           |
| 1926年 | 4月？日  | ターニャ・参謀本部に後衛への転属願いを提出し受理され、大隊と共に戦技研究へ配属。 | ---  | 劇場版 |          | アニメのみ                                                                           |
| 1926年 | 6月25日  | ターニャ、中佐に昇進。レポート「今大戦における部隊運用と作戦機動」が受理。       | 4巻  | 劇場版 |          | アニメのみレポート受理は転属前                                                       |
| 1926年 | 6月同日  | ゼートゥーアにより連絡。レポートが認められ、戦闘団を新編することが決定。         | 4巻  | 劇場版 |          |                                                                                      |
| 1926年 | 7月1日   | サラマンダー戦闘団結成式。                                                       | 4巻  |        |          |                                                                                      |
| 1926年 | 8月28日  | サラマンダー戦闘団、拠点防御戦術における戦闘団の実戦運用研究。                   | 5巻  |        |          |                                                                                      |
| 1926年 | 9月12日  | ターニャ、連邦軍の士気についての知見を得る。                                     | 5巻  |        |          |                                                                                      |
| 1926年 | 9月28日  | サラマンダー戦闘団、研究の完遂により臨時編成を解除。                             | 5巻  |        |          |                                                                                      |
| 1926年 | 9月同日  | ターニャ、戦時風紀統制令に敗北。                                                 | 5巻  |        |          |                                                                                      |
| 1926年 | 10月20日 | 東部戦線にて降雪。                                                               | 5巻  |        |          |                                                                                      |
| 1926年 | 11月24日 | ゼートゥーア中将、演説。                                                         | 5巻  |        |          |                                                                                      |
| 1927年 | 1月下旬  | サラマンダー戦闘団、本国に再配置命令。                                           | 6巻  |        |          |                                                                                      |
| 1927年 | 2月上旬  | イルドア王国、講和の仲介を打診。                                                 | 6巻  |        |          |                                                                                      |
| 1927年 | 4月上旬  | 多国籍部隊、旧協商連合領でオペレーション・ロミオ。サラマンダー戦闘団が派遣。     | 6巻  |        |          |                                                                                      |
| 1927年 | 4月18日  | 連邦が春季攻勢。                                                                 | 6巻  |        |          |                                                                                      |
| 1927年 | 4月20日  | サラマンダー戦闘団、東部戦線に緊急展開。                                         | 7巻  |        |          |                                                                                      |
| 1927年 | 5月8日   | 帝国軍、鉄槌作戦を完了。                                                         | 7巻  |        |          |                                                                                      |
| 1927年 | 5月13日  | 最高統帥会議。                                                                   | 7巻  |        |          |                                                                                      |
| 1967年 | 6月23日  | アンドリューがシューゲルを取材する。                                             | 1巻  | 劇場版 | 3巻      |                                                                                      |

## 用語

### 国家
帝国
本作の舞台となる軍事国家。「ライヒ」とも呼ばれる。首都はベルン。比較的新興の大国であり、国力が周辺国を上回っているために、周辺国に非常に警戒されている。
漫画版各巻頭に付された地図における領土は、現実世界のドイツ帝国とオーストリア＝ハンガリー帝国に該当。デンマークに相当する「帝国領ノルデン」が係争地に、ポーランド東部とリトアニアに相当する「帝国領オストランド」が潜在的係争地と記されている。
レガドニア協商連合
帝国の北方に海を挟んで位置する半島国家。経済・軍事的にも小国の部類で、国家元首はおらず「十人評議会」が最高決定権を持つ民主政。兼ねてより帝国と領土問題（ノルデン地方）を抱えていたが、世論とナショナリズムに押される形で彼らが係争地域に進軍したことが後の大戦へのきっかけとなる。帝国の大攻勢によって敗北する。
漫画版各巻頭に付された地図における領土は、現実世界のスカンジナビア半島（ノルウェーとスウェーデン）に該当する。
フランソワ共和国
帝国の西方にある歴史的大国。首都はパリースィイ。予てより帝国と一触即発の状態にあったが、帝国が防備の西方軍を協商連合への戦線に振り向けた隙を突いて帝国領に侵攻する。ライン戦線（第一次）にて長らく膠着状態にあったが、帝国の回転ドア戦術でまたたく間に壊滅する。事実上の敗戦国家だが、ド・ルーゴが南方地域に逃れて臨時政府を樹立し、再起を図る。
漫画版各巻頭に付された地図における領土は、現実世界のフランスに該当する。
自由共和国
共和国滅亡後に、ド・ルーゴが南方大陸の共和国植民地に樹立した臨時政府。連合王国や合州国の支援を受けて、帝国と戦う。
アルビオン連合王国
帝国の北西にある島国の大国。首都はロンディニウム。対外的には中立を維持しているが、帝国・共和国が互いに疲弊して共倒れすることを狙っており、苦戦している共和国や協商連合にレンドリースや情報提供などの協力を密かに行っている。当初の目論見が外れて共和国が敗北したため、帝国に宣戦布告を行なう。
漫画版各巻頭に付された地図における領土は、現実世界のブリテン諸島（イギリスとアイルランド）に該当する。
ダキア大公国
帝国の南東にある国家。共和国や協商連合と協力関係にある包囲網の一国で、満を持して60万の大軍を擁した侵攻作戦を開始する。しかし、装備や軍事技術は時代遅れで帝国とは絶望的なまでの戦力格差があり、先遣のターニャら203大隊の逆撃で侵攻部隊の主力を壊滅させられ、その後の帝国本隊の反攻で首都を制圧され瞬く間に敗北した。
漫画版各巻頭に付された地図における領土は、現実世界のルーマニアに該当する。ハンガリーがある地域は「帝国領ダキア」と記されている。
イルドア王国
帝国の南にある国家。非同盟・中立国だが、地域国家の中では例外的に帝国との関係が良く、帝国軍の補給などを許している。連合王国や連邦にも顔が効く。和平交渉の仲介を行なおうとしており、漁夫の利を狙っている。
漫画版各巻頭に付された地図における領土は、現実世界のイタリアに該当する。北東部の帝国との国境地帯には「未回収のイルドア」と呼ばれる潜在的係争地がある。
ルーシー連邦
帝国の北東にある新興の大国。首都はモスコー。共産革命に成功し、政府が樹立してまだ日が浅い。旧勢力の内部粛清が進められており、特に魔道師が過去の遺物として迫害されている。共和国の陥落後に、恐怖心から突如、帝国に宣戦布告する。「兵が畑で取れる」というほど豊富な人的資源を有し、物量で帝国を苦しめる。
漫画版各巻頭に付された地図における領土は、現実世界のソビエト連邦あるいはロシア帝国（フィンランドを含む）に該当する。
合州国
別大陸の大国。伝統的な中立国家であり、帝国のみならず共和国や連合王国の戦時国債を購入している出資者。しかし、密かに連合王国を通して物資を流している。さらに敗戦国からの避難民や亡命者からの志願兵を募って合州国義勇兵とし、名目中立のまま連邦の対帝国戦線に送る。
秋津島皇国
極東にある島国。連邦と領海権を巡り小競り合いをしているが大陸への戦況には一切絡まない。
「秋津島」は日本の古名。
イスパニア共同体
共和国南方に国土を持つ列強の一角。南方大陸に多数の植民地を有している大国だが、現在国内では政治的闘争が苛烈を極めており、大戦や南方大陸での戦闘には一貫して中立を保っている。
森林三州誓約同盟
帝国領と共和国領に国土を挟まれている小国。歴史的に中立政策を掲げており大戦にもどちらの陣営にも入っていない。
漫画版各巻頭に付された地図における領土は、現実世界のスイスに該当する。

### 技術・兵器
魔術・魔導師
人が持つ魔力を燃料に干渉術式を用いて世界の理に干渉し、超常の現象を発現させる行為並びに現象の事。基本的には一般認識で言う魔法に近い。
魔術を行使できるものを魔導師と呼ぶ。成れるかどうかは生まれ持った素質で決まる他、適性を持つ者自体が少なく希少とされる。それまで奇跡とされていた過去の魔術を科学の力によって効率よく再現出来るようになったため、作中現代では兵科としての魔導師が成り立っている。連邦では「何でもできるほど万能でもなく、近代以降の科学技術の発達と比較して特別有利なわけでもない」とし、過去の遺物として迫害されている。
干渉術式
魔術を行使する際に用いられる技法。発展した科学が奇跡の理を一部解き明かした事により発見された法則を用いて作られた。
これにより奇跡の再現＝魔術は容易なものとなったが、実はまだ解析途上で詳しい原理は分かっておらず再現性があるから利用されているに過ぎない。呼称としてよく「干渉」が省かれ多用な術式が存在しているかの如く思われがちだが、基本的に全ての術式は干渉術式である。

魔導師 (兵科)
魔術を用いる者、ならびに彼等で構成された兵科の事。特に空戦を想定したものは航空魔導師と呼ばれたりもする。
主に使われる飛行魔術を基に「空も飛べる歩兵」といった扱いで、単独兵科として運用する以外にも砲兵支援の弾着観測や魔術を用いた陸戦支援（対地攻撃）、医療分野でも活躍するなど後方支援でも重宝されている。魔導師たちが希少であることや科学技術の発達と比較して特別有利なわけでも無い事から、単純能力は「航空機よりも遅く、戦車よりも装甲が劣り、歩兵よりも数が少ない」と評される一方、「航空機より自由に展開でき、戦車と比較されるくらいには堅牢な防御力で、おまけに歩兵なみに万能屋」と運用上のメリットが非常に高い。
また比較的新しい兵科であるため、各国では適切な運用方法が十分には確立されていない状況にあるとされる。帝国に於いては適性者は徴募される運命にあるが、ターニャの例にもあるように自ら志願する事により年齢に関わらず幼年学校に入ることができ、優秀ならば士官学校への飛び級も行われていたりする。ただし、志願者と徴募者ではモチベーションに差が生じ易い為、幼年学校では別々のクラスにて教育されている。
その活躍や戦果などは、後述のエースやネームド (後述) など、現実でいうパイロットがイメージされる描写で説明される。
演算宝珠
伝説でしかなかった宝珠と王笏を用いての「奇跡」を科学的に解析し、効率よく再現する道具として作り上げられた現代の「宝珠と王笏」。
注ぎ込まれた魔力を最適化し術式制御を容易にする事で高度な魔術行使を可能としており、現代魔導師の基本装備となっている。懐中時計の様な代物で、宝珠核と機械式計算機から構成されており、通信機能やレコーダー機能等も備えている。国やモデルによって性能差や特徴差があり、また最新鋭の戦車に匹敵するほどに高価な装備品である。
アニメや漫画においては、宝珠と併せて飛行補助装置を使用するようになっており、共和国は木馬型、連合王国では箒のような形状など、所属する国ごとに補助装置の形状が異なる描写がなされている。
エレニウム九五式
エレニウム工廠製次期試作演算宝珠の一つ。シューゲルが開発主任を務めた宝珠核の同調技術をさらに進めた四発型という野心的な演算宝珠。
既存の演算宝珠と比べて隔絶した性能を秘めるが、開発中は極めて制御が難しく高技量者であるターニャですら扱えないほど不安定という問題を払拭出来ずにいた。それ故に開発計画は凍結される予定だったが、存在Xの介入により新たな聖遺物として一基だけが「奇跡的に」完成に至った。後に起動条件等の問題から、試験運用という名目下でターニャの常備兵装となる。使用すると強制的に祈りの聖句 (神への賛美) を唱えてしまう上、使うほど強制的に存在Xへの信仰心を持つようになるためターニャはこれを「精神汚染」と呼び呪いのアイテム扱いしているが、強力であるため切り札として持ち歩いている。
神の恩寵と信仰心という非科学的な理由で安定化しているため量産化はできず、ターニャが持つ一つのみが存在する。
エレニウム九七式
エレニウム九五式の開発データを基に一部機能を除外して安定化させた演算宝珠。宝珠核を2つ同調搭載した双発型。
正式名称は「エレニウム工廠製九七式『突撃機動』演算宝珠」。九五式には及ばないものの従来の演算宝珠を圧倒するだけの性能を誇り、後世に於いては『大戦時の傑作宝珠』と称されていた。九五式に比べ扱い辛さは大幅に改善されたが、それでも優秀な魔導師でないと性能完全発揮は覚束ない。また生産には高い技術に加え各種希少資源を使う為に調達にも難がある。
ターニャの計らいにより試作型の先行量産群が第二〇三航空魔導大隊に配備されたため、以降同大隊の基本兵装となっている。ターニャも九五式の呪い問題から普段はこちらを用いている。ただしアニメではターニャが複数の宝珠を使い分けしている描写は無く、九七式を併用しているかは不明。
V-1
シューゲルが開発した強行偵察用特殊追加加速装置。正式名称は「人力誘導式噴進弾」。
現実世界のV-1とは異なり、多数のヒドラジンブースターを付けた機体に魔導師を乗せて目的地まで運搬する特殊兵器。超音速で飛行するためこの世界の対空兵器では迎撃がまず不可能である一方、ほぼ直進しか出来ない。使い方次第では非常に強力である反面、音速突破の衝撃などに耐えるため魔導師が搭乗して防殻などで機体を防護しなければならない等々欠点も多い。

### その他の用語
第二〇三航空魔導大隊
正式発足前の仮称は「第601編成部隊」。ダキア戦後に遊撃航空魔導大隊となる。ターニャのコールサインにちなんで「ピクシー大隊」とも呼ばれる。大隊長はターニャ、次席指揮官はヴァイス。
日々悪化する戦況へ即応するために実験的に帝国参謀本部直轄で創設された航空魔導増強大隊。主武装は帝国軍航空魔導師専用ライフル、機関銃、手榴弾等である。戦力均一化及び生存率の向上を図るため隊員の基本装備はエレニウム九七式。ターニャが独断行動をとる際には、次席指揮官兼第二中隊長のヴァイスか副官兼第一中隊所属のヴィーシャが指揮を執ることもある。実戦では主に三個中隊で対地攻撃を行い、一個中隊で制空権を取るという形で運用されている。
帝国参謀本部直轄の増強大隊であり、形式上はゼートゥーアが統括しているが実質はターニャに全権を委任している。ゼートゥーアとの面談の中で提唱した「即応魔導大隊構想」を実行するために発足されその大隊長兼編成官にターニャが指名された。また、ターニャと面識があり同性で適任との参謀本部の判断により、ヴィーシャが副官として着任する。
構成員は非戦区であった東及び南方面軍から真意を隠した形での募集方式で集められた。発足遅延を狙ったターニャにより過剰な脅し文句が並ぶ募集広告だったのだが、想定に反して多数の応募があった他、後の選抜試験で不合格者を量産せんとするターニャの「前世知識にある古今東西の精鋭部隊の訓練」を僅か1ヶ月の密度で課した結果、不合格どころか訓練通りの精鋭部隊が出来上がってしまった。ターニャ自身が行った訓示もあってか部隊の士気と忠誠心は非常に高く、軍内でも隊員一人一人がネームド並みの実力を持つ精鋭部隊だと注目されており、その中でも第一中隊は特に選りすぐりとされている。
なおアニメでは各中隊と中隊長は固定されているが、書籍版では臨機応変に指揮する部隊を変更するなどの運用が行われている。
サラマンダー戦闘団
ターニャの報告書『今大戦における部隊運用と作戦機動』を元にゼートゥーアにより新設された。戦闘団長はターニャ。当初、ヴァイス大尉より戦闘団に第203航空魔導大隊を加えてほしいと進言した際あくまで報告書に記載しただけで当の本人は後方の戦略研究室に配属予定だと思っていた。しかし、ターニャの希望 (安全な後方勤務) を参謀本部には伝えていたにもかかわらず参謀本部の意向とはズレがあったため後方勤務に就くことはなかった。ゼートゥーアの電話により報告書で提案したことを発案者に現場で実際に試行させることとなり戦闘団を新編することとなってしまった。発足時、第203航空魔導大隊を中核として歩兵大隊と砲兵中隊を加え編成された。編成当初の203でさえ訓練等も含め1ヶ月期間があったのに5日という短さで編成せざるをえず非常に苦労を伴った。以降ターニャは戦闘団を率いて激戦区を渡り歩いて行く。
ネームド
登録魔導師の通称。
航空魔導師を5人撃墜すれば「エース」と呼ばれ、スコアが50に至れば、エース・オブ・エースと認められる。エースを6人以上有している部隊か、個人の撃墜スコアが30を越えれば敵軍に魔導波形を「登録」され、識別のためのコードが割り振られて (ターニャの場合「ラインの悪魔/Rhine's demon」)、警戒すべき強敵として認知される。
ネームドに対抗できるのは、圧倒的な物量か同格以上のネームドと言われる。また、戦場においては友軍将兵にとって精神的支柱となり得る。ネームドは個々に記録された異なる魔導波形を観測することによって同定される。

## 既刊一覧

### 小説
- カルロ・ゼン（著）・篠月しのぶ（イラスト） 『幼女戦記』 KADOKAWA、既刊14巻（2023年9月29日現在）
  1. 「Deus lo vult」2013年11月12日初版発行（10月31日発売[書 1]）、ISBN 978-4-04-729173-7
  2. 「Plus Ultra」2014年6月12日初版発行（5月31日発売[書 2]）、ISBN 978-4-04-729569-8
  3. 「The Finest Hour」2014年12月11日初版発行（11月29日発売[書 3]）、ISBN 978-4-04-730037-8
  4. 「Dabit deus his quoque finem」2015年7月10日初版発行（6月29日発売[書 4]）、ISBN 978-4-04-730474-1
  5. 「Abyssus abyssum invocat」2016年2月10日初版発行（1月30日発売[書 5]）、ISBN 978-4-04-730902-9
  6. 「Nil admirari」2016年8月10日初版発行（7月30日発売[書 6]）、ISBN 978-4-04-734210-1
  7. 「Ut sementem feceris, ita metes」2016年12月28日初版発行（同日発売[書 7]）、ISBN 978-4-04-734407-5
  8. 「In omnia paratus」2017年6月30日初版発行（同日発売[書 8]）、ISBN 978-4-04-734655-0
  9. 「Omnes una manet nox」2018年1月12日初版発行（同日発売[書 9]）、ISBN 978-4-04-734877-6
  10. 「Viribus Unitis」2018年9月29日初版発行（同日発売[書 10]）、ISBN 978-4-04-735326-8
  11. 「Alea iacta est」2019年2月20日初版発行（同日発売[書 11]）、ISBN 978-4-04-735496-8
  12. 「Mundus vult decipi, ergo decipiatur」2020年2月20日初版発行（同日発売[書 12]）、ISBN 978-4-04-735734-1
  13. 「Dum spiro,spero ―上―」2023年8月30日初版発行（同日発売[書 13]）、ISBN 978-4-04-736819-4
  14. 「Dum spiro,spero ―下―」2023年9月29日初版発行（同日発売[書 14]）、ISBN 978-4-04-737595-6

### 漫画
コミカライズは東條チカ。キャラクターデザインがアニメ版とは異なるが、まだアニメ版の設定がない時期に連載を開始する必要があったためにアニメ版とは異なるデザインになっている（コミカライズはアニメよりも先に始まっている）。紋章や背景のデザインについては連載開始前にアニメの設定をもらえたため漫画版にも反映されている。ただしアニメ関連の特典として描かれる漫画に関しては、アニメ版のキャラクターデザインをベースにした絵に変えて描いている。
原作をわかりやすい形で再構成・最適化しており、その一つとして解説シーンを始めとした随所でキャラクターを「擬人化した動物」（帝国は「狼」、協商連合は「ロバ」、共和国は「豚」、連合王国は「ライオン」）として表現しているが、これは漫画版の特徴ともなっている。
著者の漫画を描く量と単行本の発売ペースが合わず「連載に単行本化が追いつかない」という事態になっている。2、3か月連続での単行本の新刊発売が何度か行われており、単行本発売ペースの平均は週刊誌連載の作品と遜色がない。
- カルロ・ゼン（原作）・篠月しのぶ（キャラクター原案）・東條チカ（作画） 『幼女戦記』 KADOKAWA〈角川コミックス・エース〉、既刊32巻（2025年7月25日現在）
  1. 2016年12月10日初版発行（同日発売[書 15]）、ISBN 978-4-04-105125-2
  2. 2016年12月26日初版発行（同日発売[書 16]）、ISBN 978-4-04-105126-9
  3. 2017年1月26日初版発行（同日発売[書 17]）、ISBN 978-4-04-105127-6
  4. 2017年4月10日初版発行（同日発売[書 18]）、ISBN 978-4-04-105533-5
  5. 2017年5月10日初版発行（同日発売[書 19]）、ISBN 978-4-04-105534-2
  6. 2017年6月9日初版発行（同日発売[書 20]）、ISBN 978-4-04-105766-7
  7. 2017年11月25日初版発行（同日発売[書 21]）、ISBN 978-4-04-105767-4
    - ドラマCD付き特装版 2017年11月10日発売[書 22]、ISBN 978-4-04-105768-1

  8. 2018年2月26日初版発行（同日発売[書 23]）、ISBN 978-4-04-106544-0
  9. 2018年4月26日初版発行（同日発売[書 24]）、ISBN 978-4-04-106943-1
  10. 2018年9月25日初版発行（同日発売[書 25]）、ISBN 978-4-04-106944-8
    - フィギュア付き特装版 同日発売[書 26]、ISBN 978-4-04-106941-7

  11. 2018年11月26日初版発行（11月24日発売[書 27]）、ISBN 978-4-04-106945-5
  12. 2019年1月26日初版発行（1月25日発売[書 28]）、ISBN 978-4-04-106946-2
  13. 2019年4月26日初版発行（4月25日発売[書 29]）、ISBN 978-4-04-108117-4
  14. 2019年5月25日初版発行（5月24日発売[書 30]）、ISBN 978-4-04-108118-1
  15. 2019年7月26日初版発行（7月25日発売[書 31]）、ISBN 978-4-04-108119-8
  16. 2019年10月26日初版発行（10月25日発売[書 32]）、ISBN 978-4-04-108120-4
  17. 2020年1月24日初版発行（1月23日発売[書 33]）、ISBN 978-4-04-109035-0
  18. 2020年4月25日初版発行（同日発売[書 34]）、ISBN 978-4-04-109330-6
  19. 2020年7月22日初版発行（7月21日発売[書 35]）、ISBN 978-4-04-109331-3
  20. 2020年12月26日初版発行（同日発売[書 36]）、ISBN 978-4-04-109990-2
    - 限定版 同日発売[書 37]、ISBN 978-4-04-109991-9

  21. 2021年5月26日初版発行（同日発売[書 38]）、ISBN 978-4-04-111352-3
  22. 2021年6月25日初版発行（同日発売[書 39]）、ISBN 978-4-04-111449-0
  23. 2021年10月26日初版発行（同日発売[書 40]）、ISBN 978-4-04-112103-0
  24. 2022年3月26日初版発行（同日発売[書 41]）、ISBN 978-4-04-112377-5
  25. 2022年7月26日初版発行（同日発売[書 42]）、ISBN 978-4-04-112702-5
  26. 2022年11月26日初版発行（11月25日発売[書 43]）、ISBN 978-4-04-112703-2
  27. 2023年3月25日初版発行（同日発売[書 44]）、ISBN 978-4-04-112704-9
  28. 2023年8月25日初版発行（同日発売[書 45]）、ISBN 978-4-04-113894-6
  29. 2024年1月26日初版発行（同日発売[書 46]）、ISBN 978-4-04-113895-3
  30. 2024年7月25日発売[書 47]、ISBN 978-4-04-113896-0
  31. 2024年12月26日発売[書 48]、ISBN 978-4-04-115840-1
  32. 2025年7月25日発売[書 49]、ISBN 978-4-04-116221-7
- カルロ・ゼン（原作）・篠月しのぶ（キャラクター原案）・東條チカ（作画） 『幼女戦記 大隊野史〜Another Story of the Battalion〜』 KADOKAWA〈角川コミックス・エース〉、既刊1巻（2024年7月25日現在）
  1. 2024年7月25日発売[書 50]、ISBN 978-4-04-115215-7

### スピンオフ『幼女戦記食堂』
作画は京一。監修は野田浩資。ターニャの食事情を題材に、戦時下で贅沢できない食への一喜一憂を描いている。
- カルロ・ゼン（原作）・篠月しのぶ（キャラクター原案）・京一（作画）・野田浩資（監修） 『幼女戦記食堂』 KADOKAWA〈角川コミックス・エース〉、全2巻
  1. 2018年4月26日初版発行（同日発売[書 51]）、ISBN 978-40-4-106947-9
  2. 2019年1月25日発売[書 52]、ISBN 978-40-4-108007-8

## オーディオブック
山崎健太郎と佐野愛による朗読で、2018年よりAudibleから、分冊で、第10巻までがデータ配信でオーディオブック化されている。

## アニメ
第1期はAT-X・TOKYO MXほかにて、2017年1月から3月まで放送された。第2期『幼女戦記II』は2021年6月19日にABEMAでの特番「『幼女戦記』生還記念座談会〜激闘を振り返って〜」で製作が発表された。
2019年2月8日には完全新作アニメーション『劇場版 幼女戦記』が公開された。

## ゲーム

### 体感型ゲーム
『幼女戦記 謎解きゲーム 第二〇三航空魔導大隊選抜試験』のタイトルで、ナゾメイトが催したWEBサイト上の謎解きゲームイベント。YouTubeではターニャ・デグレチャフ（声 - 悠木碧）の語るオープニングムービーがあった。参加者は魔導大隊へ入隊を志願しているという設定で、魔導大隊の編成を命じられたターニャ・デグレチャフによりメンバーを選抜すべく課された試験をクリアするのが目的である。2017年3月24日から4月10日にかけて実施された。

### モバイルゲーム
『幼女戦記 魔導師斯く戦えり』のタイトルで、スタジオハーベストが配信する予定のAndroid/iOS用アプリゲーム。2020年5月26日より事前登録が開始され、2020年12月10日よりサービス開始。2022年1月17日17時サービス終了。

## パチスロ
- パチスロ幼女戦記（2022年12月、サミー）[30]